# Nattapong Chaidee
Nattapong Chaidee (thailändisch ณัฐพงษ์ ไชยดี, * 20. September 2000), auch als Nook bekannt, ist ein thailändischer Fußballspieler.

## Karriere
Nattapong Chaidee erlernte das Fußballspielen in den Jugendmannschaften vom Phanthong FC, Assumption United FC und dem Chonburi FC. Mit Phanthong spielte er 2019 als Jugendspieler 25-mal in der vierten Liga. Hier trat der Verein in der Eastern Region an. Am Ende der Spielzeit musste er in die Amateur-Liga absteigen. Im Juni 2021 unterschrieb er einen Vertrag beim Drittligisten Uthai Thani FC. Mit dem Verein aus Uthai Thani spielte er in der Northern Region der Liga. Am Saisonende feierte er mit Uthai Thani die Meisterschaft und den Aufstieg in die zweite Liga. Für Uthai Thani bestritt er 14 Drittligaspiele. Nach dem Aufstieg verließ er den Verein und schloss sich dem Bangkoker Zweitligisten Kasetsart FC an. Sein Zweitligadebüt gab Nattapong Chaidee am 13. August (1. Spieltag) im Auswärtsspiel gegen den Ayutthaya United FC. Hier stand er in der Startelf und spielte die kompletten 90 Minuten. Ayutthaya gewann das Spiel 2:0. Für den Hauptstadtverein bestritt er 25 Ligaspiele. Im Sommer 2023 wechselte er wieder in die dritte Liga. Hier schloss er sich dem in der North/Eastern Region spielenden Mahasarakham FC an. Die Saison 2023/24 wurde man Vizemeister der Region. In den Aufstiegsspielen konnte man sich durchsetzen und stieg in die zweite Liga auf. Nach insgesamt 30 Ligaspielen wurde sein Vertrag im Dezember 2024 nicht verlängert.

## Erfolge
Uthai Thani FC
- Thai League 3 – North: 2021/22  ▲